# Żuławska Kolej Dojazdowa

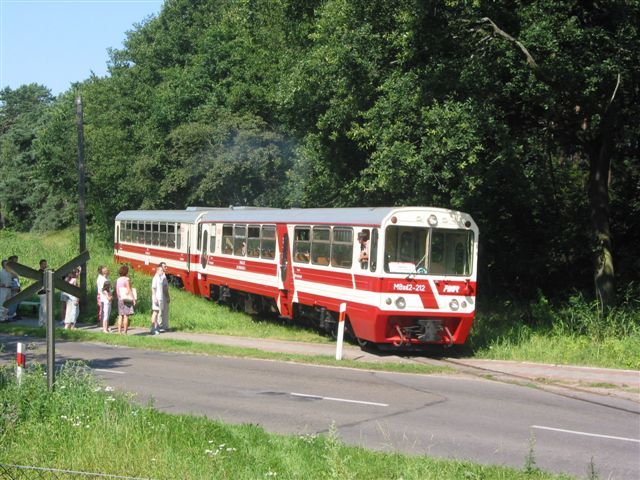
MBxd2+Bxhpi w Jantarze

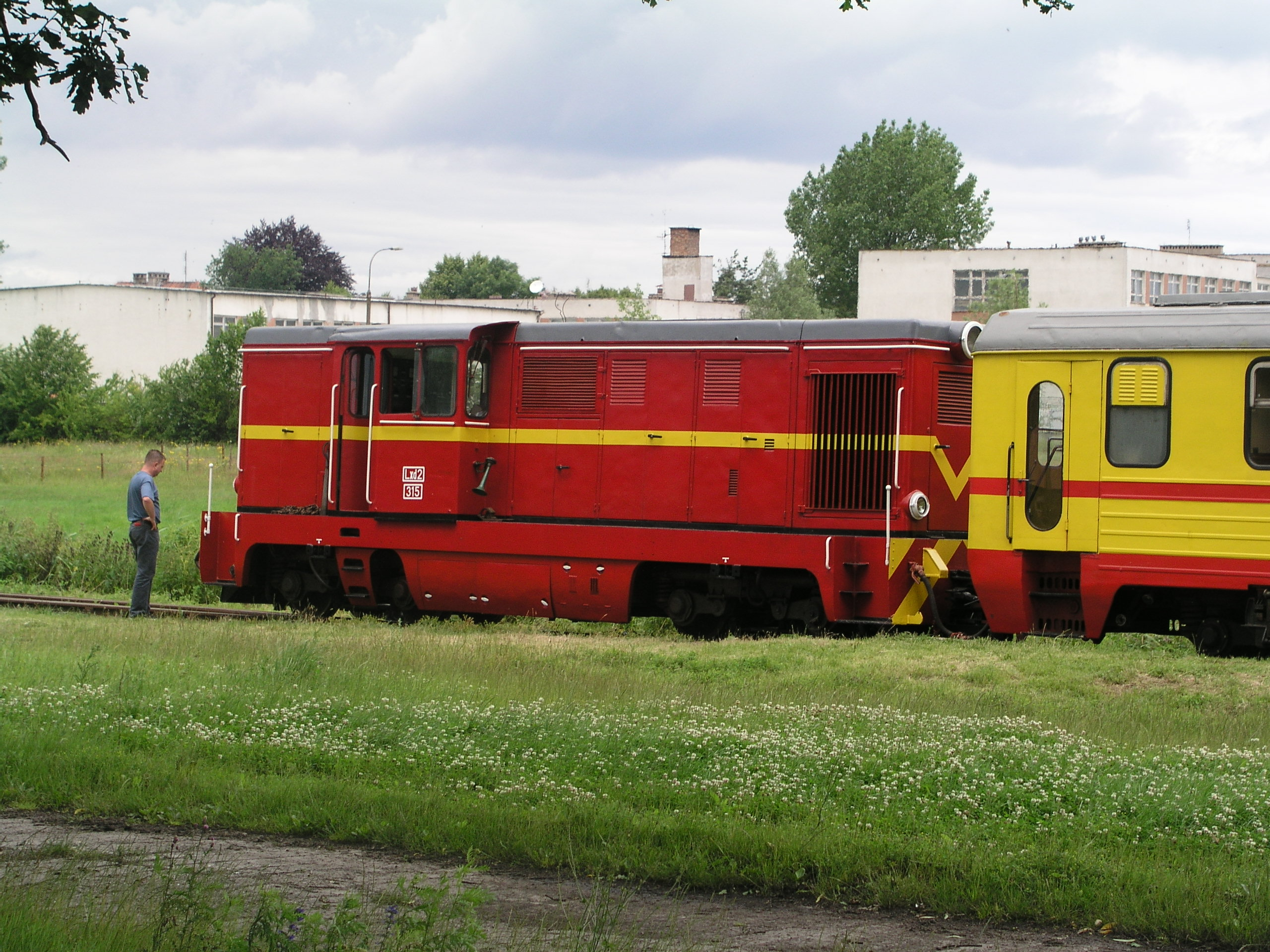
Lxd2-315 w Sztutowie

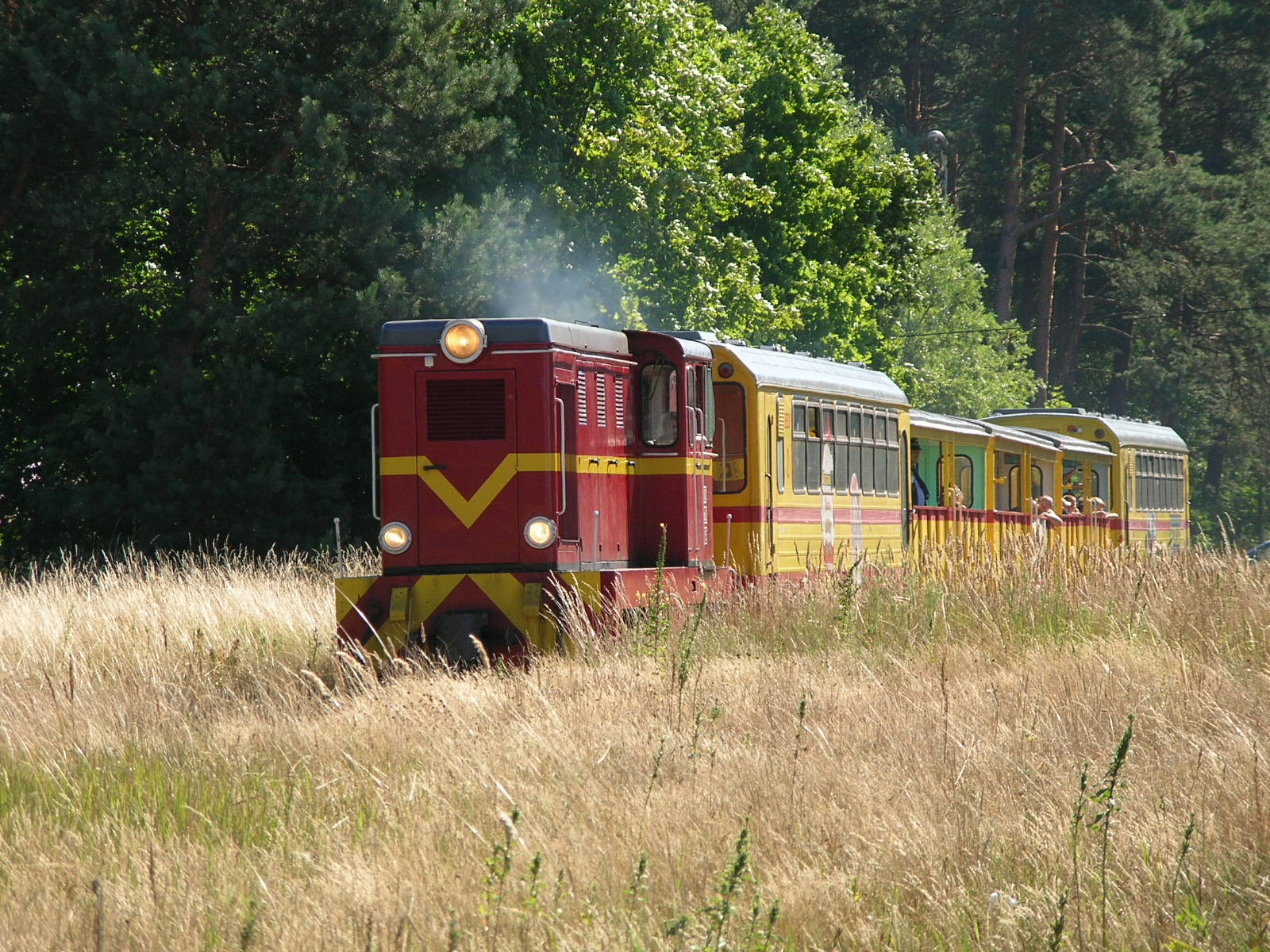
Pociąg turystyczny ŻKD

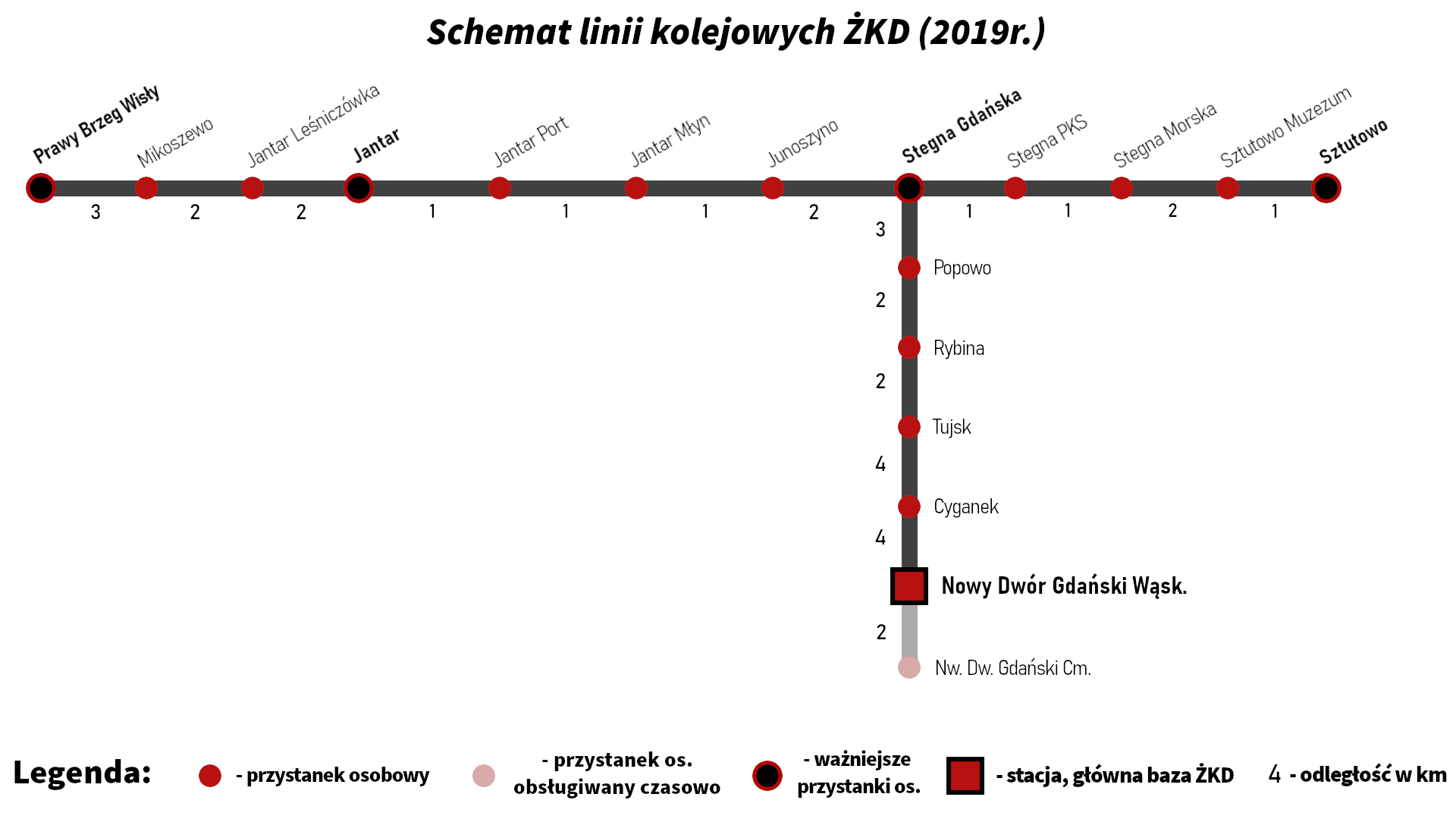
Schemat ŻKD na rok 2019

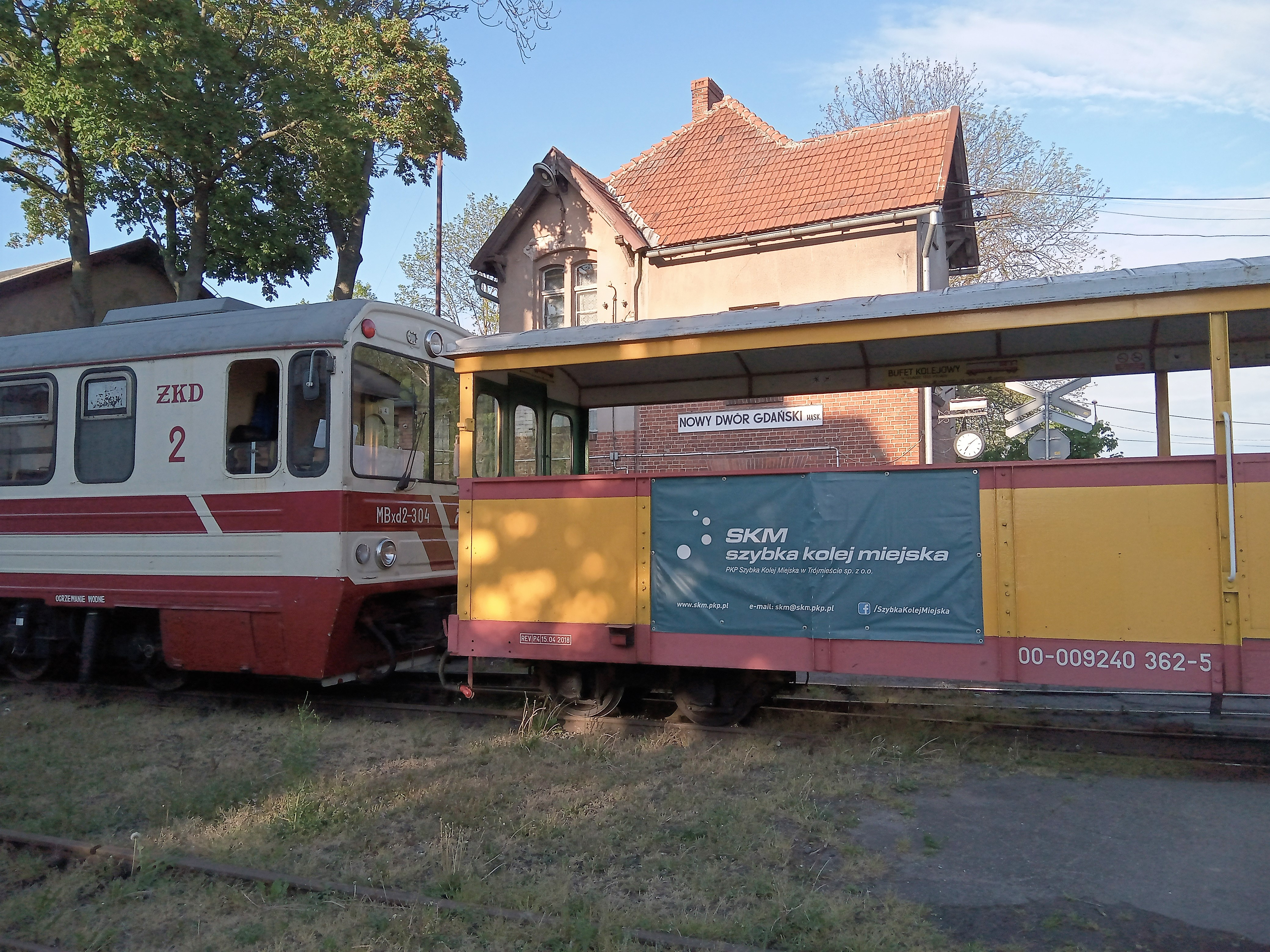
ŻKD w Nowym Dworze Gdańskim

Żuławska Kolej Dojazdowa (ŻKD) – kolej wąskotorowa (750 mm) na terenie powiatu nowodworskiego powstała na skutek wyodrębnienia ze struktur PKP części Gdańskich Kolei Dojazdowych. Właścicielem Żuławskiej Kolei Dojazdowej jest Starostwo Powiatowe w Nowym Dworze Gdańskim. Obsługę kolejki zapewnia Pomorskie Towarzystwo Miłośników Kolei Żelaznych, które było jednym z inicjatorów powstania ŻKD. W latach 2006–2008 operatorem kolejki było Stowarzyszenie Żuławskiej Kolei Dojazdowej. Od 2009 roku, po wyroku sądowym potwierdzającym nieważność rozwiązania umowy przez Starostwo, funkcję operatora ponownie pełni Pomorskie Towarzystwo Miłośników Kolei Żelaznych.

## Historia

### Początki Żuławskiej Kolei Dojazdowej
Początki kolei wąskotorowej na Żuławach związane są z przemysłem cukrowniczym. Cukrownie zlokalizowane na tym terenie miały problemy z transportem buraków na podmokłym terenie położonym miejscami poniżej poziomu morza. Około 1886 roku powstał pierwszy odcinek kolei wąskotorowej, połączył on cukrownię w Nowym Stawie z miejscowością Dębina Południe i obsługiwany był trakcją konną, liczył on 4,5 km. W roku 1891 cukrownia w Nowym Stawie otrzymała koncesję na budowę kolejki wąskotorowej prowadzonej przez trakcję mechaniczną o rozstawie szyn 750 mm.
W 1888 roku wybudowano wąskotorową kolej służącą do przewozu buraków cukrowych, łączącą cukrownię w Cedrach Wielkich ze stacją kolejową w Pszczółkach. Nietypowy rozstaw szyn tej linii miał 780 mm, a długość trasy wynosiła 28 km. Ostatnie jej odcinki zostały zlikwidowane w latach 50. XX w.

### XXI w.
We wrześniu 2000 r. wraz ze Starostwem w Nowym Dworze Gdańskim, gminami Stegna i Sztutowo PTMKŻ podjęło działania na rzecz reaktywowania Żuławskiej Kolei Dojazdowej. 17 września 2001 r. Starostwo Powiatowe w Nowym Dworze Gdańskim przekazało w bezpłatne użytkowanie Pomorskiemu Towarzystwu Miłośników Kolei Żelaznych część dzierżawionej już od PKP linii kolejowej. 15 sierpnia 2002 r. dla turystów i mieszkańców powiatu nowodworskiego odbył się pierwszy po sześciu latach przejazd pociągiem. Na początku 2003 r. Starostwo Nowodworskie przekazało w użyczenie dla PTMKŻ cały tabor będący już jego własnością. Dnia 21 czerwca 2003 ruszyły pierwsze planowe pociągi na Żuławskiej Kolei Dojazdowej. W latach 2006–2008 operatorem kolejki było Stowarzyszenie Żuławskiej Kolei Dojazdowej. Od 2009 roku, po wyroku sądowym potwierdzającym nieprawność rozwiązania umowy przez Starostwo, funkcję operatora ponownie pełni Pomorskie Towarzystwo Miłośników Kolei Żelaznych.
Obecnie ruch planowy po sieci ŻKD prowadzony jest w okresie maj, czerwiec i wrzesień w weekendy oraz w okresie letnich wakacji – codziennie, a w pozostałym czasie na zamówienie. Na mocy aneksu do umowy z lutego 2014 PTMKŻ jest operatorem kolejki do 31 grudnia 2023.
W maju 2014 starostwo w Nowym Dworze Gdańskim – aktualny właściciel torowisk – rozstrzygnęło przetarg na rozbiórkę 11 km nieczynnego toru między Nowym Dworem Gdańskim a Kmiecinem i Wiercinami (8,61 km) oraz znajdującego się w Ostaszewie odcinka linii Ostaszewo – Nowa Cerkiew (3,31 km). Za pozyskany na tych odcinkach materiał zwycięzca przetargu wpłaci do kasy powiatu 536 tysięcy złotych. Początkowo planowano, że rozebrany zostanie również odcinek Nowy Dwór Gdański – Ostaszewo (co przysporzyłoby powiatowi kwotę 1,3 mln zł), jednakże pod naciskiem opinii publicznej i mediów oraz w związku z wpisaniem tego odcinka do ewidencji zabytków woj. pomorskiego odstąpiono od tego zamiaru. Po pewnym czasie sprawa wróciła, co spowodowało ostateczną decyzję o likwidacji torów.
W 2014 roku pociągi kursowały w okresie 1–3 maja, w święto Bożego Ciała oraz w okresie letnich wakacji szkolnych. Ponadto w okresie 31 października – 2 listopada uruchomiono dodatkowe pociągi na cmentarz w Nowym Dworze Gdańskim, które przewiozły 914 pasażerów. Ogółem w 2014 przewieziono 43 105 pasażerów, co stanowi wzrost do poprzedniego roku o ok. 3 000 osób. Ponadto w 2014 uruchomiono ponad 20 pociągów na zamówienie.
W 2017 roku kolejka przewiozła 64 015 pasażerów, a w 2018 – 70 861 pasażerów, co stanowiło najlepszy jak dotąd wynik w jej historii. Liczby te zawierają również pasażerów przewiezionych w okresie Wszystkich Świętych (31 października – 2 listopada); w 2017 było ich 811, a w 2018 – 1580. 8 listopada 2018 urząd marszałkowski podpisał umowę z operatorem, w myśl której samorząd województwa pomorskiego przeznaczy 850 tys. zł na dokumentację przygotowawczą do projektu związanego z rewitalizacją kolejki.
W 2021 ŻKD przewiozła 93 971 pasażerów.
Baza i zarząd kolei znajduje się w Nowym Dworze Gdańskim w istniejącej lokomotywowni.

## Działalność
Podstawą działalności Żuławskiej Kolei Dojazdowej są kolejowe przewozy turystyczne na trasach:
1. Sztutowo – Prawy Brzeg Wisły
2. Nowy Dwór Gdański Wąskotorowy - Jantar
3. Nowy Dwór Gdański - Nowy Dwór Gdański Cmentarz Komunalny (tylko w święto Wszystkich Świętych)

W przeszłości prowadzone były też przewozy na linii Nowy Dwór Gdański – Tuja. Były plany jej rewitalizacji, ale projektu zaniechano, a tory na trasie tej linii zostały zlikwidowane.

## Tabor
- lokomotywy spalinowe Lxd2 – 3 szt. (294, 315, 325)
- lokomotywa WLs180 (od stycznia 2020)
- parowóz Px48-1907 „Wiluś”[11] (od 31 lipca 2010 r. do 2 maja 2012 r.)
- wagony motorowe MBxd2 (212, 304)
- wagony A20D-P FAUR Bxhpi
- drezyna Wmc-004
- wagon zabytkowy 1Aw
- wagony letniaki Btxhpi przebudowane z wagonów towarowych typu 3Kw i 4Kw – 5 szt.
- wagon kryty Kddxz
- wagony FTxh, FTdxh – 2 szt.
- platformy Pddxh, Pddx – 4 szt.
- transportery Tddyyhp – 9 szt.
- pług śnieżny 802S
- 3 węglarki typu 69W z Mławskiej Kolei Dojazdowej, pozyskane we wrześniu 2014

Na terenie Muzeum Obozu Koncentracyjnego Stutthof w Sztutowie stoją jako pomnik dwa wagony towarowe:
- wagon platforma Pddxh
- wagon kryty Kddxz